# Sphenoptera amasica
Sphenoptera amasica es una especie de escarabajo del género Sphenoptera, familia Buprestidae. Fue descrita científicamente por Obenberger en 1927.

## Distribución
Habita en la región paleártica.